# 張家口駅 (初代)
張家口駅（ちょうかこうえき）は中華人民共和国河北省張家口市橋東区東安大街にあった中国国鉄北京鉄路局が管轄する駅である。京張線の終点である。張家口北駅とも呼ばれていた。
この駅の廃止により、2019年3月2日から張家口南駅は張家口駅と改称され、沙嶺子西駅は「張家口南駅」と改称された。

## 所属路線
- 中国国鉄
  - 張家口線（京包線）：北京駅起点より214km、北京北駅より京張線経由で181km、現張家口駅より10km

## 駅構造
- 単式ホーム1面（1号月台）、島式ホーム1面（2号月台）を有する地上駅である。開業時の駅舎が残っている。

## 利用状況

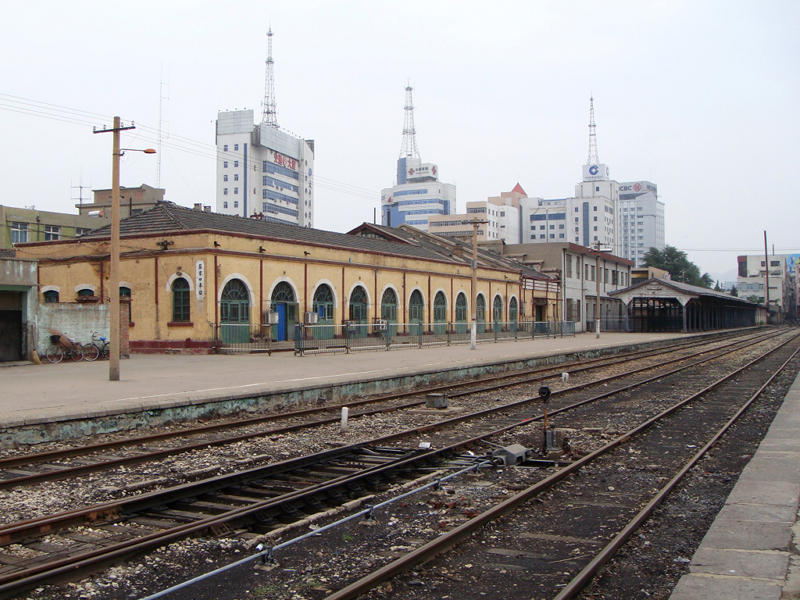
駅構内

本駅は京包線（張家口連絡線）の旅客、貨物を扱う一等駅で、2010年4月現在、毎日10本余りの旅客列車が発着する。

## 歴史
- 1909年 - 京張線の開通に伴い開業した[4]。
- 1914年 - 京張線の帰綏（現：フフホト駅）方面への延伸に伴い、ラケット型ループ線を設けて機回しを含むスイッチバックを行わずに折り返せる様にした[5]。
- 1957年 - 張家口南駅（現在の張家口駅）が開業し、京包線の列車は本駅を経由せずに運行出来る様になった[6]。ループ線と寧遠駅は廃止された[5]。京包線本線から張家口南駅～本駅間は支線（張家口連絡線）となり盲腸線の終着駅となった。
- 2014年6月30日 - この日限りで張家口駅が廃止。最終日となる乗車券は8日間前には売り切れた[7]。

## 隣の駅
中国国鉄
張家口線
茶坊乗降所 - 張家口駅